# North Yarmouth
North Yarmouth ist eine Town im Cumberland County des Bundesstaats Maine in den Vereinigten Staaten.
Im Jahr 2020 lebten dort 4072 Einwohner in 1524 Haushalten auf einer Fläche von 55,5 km².

## Geographie
Nach dem United States Census Bureau hat der Ort eine Gesamtfläche von 55,5 km², von denen 55,0 km² Land und 0,5 km² Wasser sind.

### Geographische Lage
North Yarmouth befindet sich leicht östlich, jedoch zentral, im nördlichen Teil des Cumberland County. Die Oberfläche des Gebietes ist leicht hügelig, ohne nennenswerte Erhebungen. Der Royal River durchfließt die Town von Nord nach Süd. In ihn mündet der aus Nordosten kommende Chandler Brook.

### Nachbargemeinden
Alle Entfernungen sind als Luftlinien zwischen den offiziellen Koordinaten der Orte angegeben.
- Norden: New Gloucester, 8,0 km
- Osten: Pownal, 6,1 km
- Südosten: Freeport, 15,9 km
- Süden: Yarmouth, 8,6 km
- Südwesten: Cumberland, 3,1 km
- Westen: Gray, 14,9 km

### Stadtgliederung
In North Yarmouth gibt es mehrere Siedlungsgebiete: Crockett Corner, Crockett’s Corner (ehemaliges Postamt), Dunns Corner, Mill Road (ehemalige Eisenbahnstation), North Yarmouth und Walnut Hill.

### Klima
Die mittlere Durchschnittstemperatur in North Yarmouth liegt zwischen −6,1 °C (21° Fahrenheit) im Januar und 20,6 °C (69° Fahrenheit) im Juli. Damit ist der Ort gegenüber dem langjährigen Mittel der USA um etwa 9 Grad kühler. Die Schneefälle zwischen Oktober und Mai liegen mit bis zu zweieinhalb Metern mehr als doppelt so hoch wie die mittlere Schneehöhe in den USA; die tägliche Sonnenscheindauer liegt am unteren Rand des Wertespektrums der USA.

## Geschichte
Die wichtigsten Wirtschaftsbereiche der Town waren die Holzwirtschaft, der Kutschenbau und Getreidebau. Das Land ist als Ackerland von guter Qualität und die Landwirtschaft war die Hauptbeschäftigung der Bewohner. Die Gegend um den Royal River wurde von den Abenaki Wescustego genannt. Dies war auch ihr Name für den Fluss.
North Yarmouth wurde im Jahr 1680 als Grant an Joseph Phippon und andere gegeben. Das Gebiet, welches dieses Grant umfasste, befand sich vom Meer fünf Meilen flussaufwärts und um siebeneinhalb Meilen auf jeder Seite des Flusses. Im selben Jahr wurde die town unter dem Namen North Yarmouth gegründet, die zusätzlich die Fläche zwischen diesem Grant und Falmouth, sowie Damariscove Island enthielt. Später wurde das Gebiet in vier towns aufgeteilt: Freeport im Jahr 1789, Pownal im Jahr 1808, Cumberland im Jahr 1821 und schließlich wurde im Jahr 1849 North Yarmouth vom Meer getrennt und Yarmouth wurde gegründet.
Nach John Mare, einem der frühen Siedler in North Yarmouth ist ebenso ein Gebiet benannt, welches sich heute in Brunswick befindet, wie nach William Royal, der im Jahr 1630 aus England kam und nach Salem, dann in die Region um Casco Bay zog und ein Gebiet am Wescustego River kaufte. Seitdem heißt der Fluss Royal River. Durch den Zuzug von weiteren Siedlern stiegen die Spannungen mit den Abenaki. Derartige Konflikte flammten überall im Süden von New England auf und es kam zu den ersten Indianerkriegen. In Wescustogo wurden alle 65 Kolonisten von dem Land, auf dem sie sich niedergelassen hatten, vertrieben. Zwischenzeitliche, erneute Besiedlungsversuche schlugen fehl und erst im Jahr 1715 erfolgte eine erneute Besiedlung des Gebietes. Auch im späteren Siebenjähriger Krieg in Nordamerika wurden die Siedlungen angegriffen und viele europäische Siedler wurden gefangen genommen, getötet oder ihre Häuser wurden abgebrannt. Erst nach 1758 herrschte Frieden.
Die meisten Familien in North Yarmouth waren Farmer und mussten ständig mit den Herausforderungen der Landwirtschaft umgehen. Es gab Missernten, harte Winter, holprige Straßen, Isolierung, Feuer, Stürme und vieles mehr. Hinzu kamen Probleme mit den expandierenden Betrieben im amerikanischen Westens, wo die Bewirtschaftung einfacher war. Dennoch lohnt die Landwirtschaft in diesem Gebiet.
Im ersten US Census aus dem Jahr 1790 lebten in der town 1905 Personen. Die town entwickelte sich und weitere Wirtschaftszweige, Geschäfte und Schmieden entstanden. Später wuchs die town weiter, als die Eisenbahndepots entstanden. Im Jahr 1853 wurde eine neue Town Hall in der geographischen Mitte der town zwischen den Siedlungen von North Yarmouth und Walnut Hill errichtet. Diese Town Hall beherbergt heute die North Yarmouth Historical Society.

### Einwohnerentwicklung
| Volkszählungsergebnisse – Town of North Yarmouth, Maine | Volkszählungsergebnisse – Town of North Yarmouth, Maine | Volkszählungsergebnisse – Town of North Yarmouth, Maine | Volkszählungsergebnisse – Town of North Yarmouth, Maine | Volkszählungsergebnisse – Town of North Yarmouth, Maine | Volkszählungsergebnisse – Town of North Yarmouth, Maine | Volkszählungsergebnisse – Town of North Yarmouth, Maine | Volkszählungsergebnisse – Town of North Yarmouth, Maine | Volkszählungsergebnisse – Town of North Yarmouth, Maine | Volkszählungsergebnisse – Town of North Yarmouth, Maine | Volkszählungsergebnisse – Town of North Yarmouth, Maine |
| Jahr                                                    | 1700                                                    | 1710                                                    | 1720                                                    | 1730                                                    | 1740                                                    | 1750                                                    | 1760                                                    | 1770                                                    | 1780                                                    | 1790                                                    |
| ------------------------------------------------------- | ------------------------------------------------------- | ------------------------------------------------------- | ------------------------------------------------------- | ------------------------------------------------------- | ------------------------------------------------------- | ------------------------------------------------------- | ------------------------------------------------------- | ------------------------------------------------------- | ------------------------------------------------------- | ------------------------------------------------------- |
| Einwohner                                               |                                                         |                                                         |                                                         |                                                         |                                                         |                                                         |                                                         |                                                         |                                                         | 1978                                                    |
| Jahr                                                    | 1800                                                    | 1810                                                    | 1820                                                    | 1830                                                    | 1840                                                    | 1850                                                    | 1860                                                    | 1870                                                    | 1880                                                    | 1890                                                    |
| Einwohner                                               | 2599                                                    | 3295                                                    | 3679                                                    | 2666                                                    | 2824                                                    | 1121                                                    | 1076                                                    | 940                                                     | 827                                                     | 709                                                     |
| Jahr                                                    | 1900                                                    | 1910                                                    | 1920                                                    | 1930                                                    | 1940                                                    | 1950                                                    | 1960                                                    | 1970                                                    | 1980                                                    | 1990                                                    |
| Einwohner                                               | 642                                                     | 686                                                     | 590                                                     | 569                                                     | 666                                                     | 942                                                     | 1140                                                    | 1383                                                    | 1919                                                    | 2429                                                    |
| Jahr                                                    | 2000                                                    | 2010                                                    | 2020                                                    | 2030                                                    | 2040                                                    | 2050                                                    | 2060                                                    | 2070                                                    | 2080                                                    | 2090                                                    |
| Einwohner                                               | 3210                                                    | 3565                                                    | 4072                                                    |                                                         |                                                         |                                                         |                                                         |                                                         |                                                         |                                                         |

## Kultur und Sehenswürdigkeiten

### Bauwerke
Ein Gebäude steht in North Yarmouth unter Denkmalschutz und wurde ins National Register of Historic Places aufgenommen.
- North Yarmouth Academy, aufgenommen 1975, Register-Nr. 75000097

## Wirtschaft und Infrastruktur

### Verkehr
Zwei Interstates verlaufen nicht weit der Grenze außerhalb des Gebietes von North Yarmouth. Durch North Yarmouth verlaufen mehrere Maine State Routes.
Östlich des Royal Rivers befand sich die Strecke der Grand Trunk Railway und westlich die der Maine Central Railroad.

### Öffentliche Einrichtungen
In North Yarmouth gibt es keine medizinische Einrichtungen. Krankenhäuser finden sich in Portland, und Yarmouth.
North Yarmouth besitzt keine eigene Bibliothek. Die nächstgelegene befindet sich in Yarmouth.

### Bildung
Als nach dem Zweiten Weltkrieg die Bevölkerung wuchs, waren die kleinen Schulhäuser nicht groß genug, um die steigende Anzahl von Kindern zu unterrichten. In Verbindung mit besseren Straßenverhältnissen, wurde es möglich, die Kinder in einem zentralen Gebäude zusammenzufassen. Die Ein-Raum-Schulen wurden mit der Eröffnung der Nord Yarmouth Memorial School im Jahr 1950 geschlossen. Doch auch diese Schule war schnell überfüllt und ein zusätzlicher Kindergarten wurde eingerichtet. Im Jahr 1975 brannte die North Yarmouth Memorial School nieder und wurde im Jahr 1977 erneut in Betrieb genommen. North Yarmouth besitzt keine eigene Highschool, so dass die Schüler entweder die North Yarmouth Academy oder das Greely Institute besuchen. Das Greely Institute wurde zur Greely High School.
Heute gehört North Yarmouth mit Cumberland und Chebeague Island zum Maine School Administrative District 51.
Im Distrikt werden folgende Schulen angeboten:
- Greely High School in Cumberland
- Greely Middle School in Cumberland
- Mabel I. Wilson School in Cumberland

## Persönlichkeiten

### Persönlichkeiten, die vor Ort gewirkt haben
- Edward Russell (1782–1835), Politiker